# Jaroslavas Jakšto
Jaroslavas Jakšto (født april 1980) er en litauisk amatørbokser, som konkurrerer i vægtklassen super-sværvægt. Jakšto har ingen større internationale resultater, og fik sin olympiske debut da han repræsenterede Litauen under Sommer-OL 2008. Her blev han slået ud i kvartfinalen af David Price fra Storbritannien i samme vægtklasse.